# UTC-1

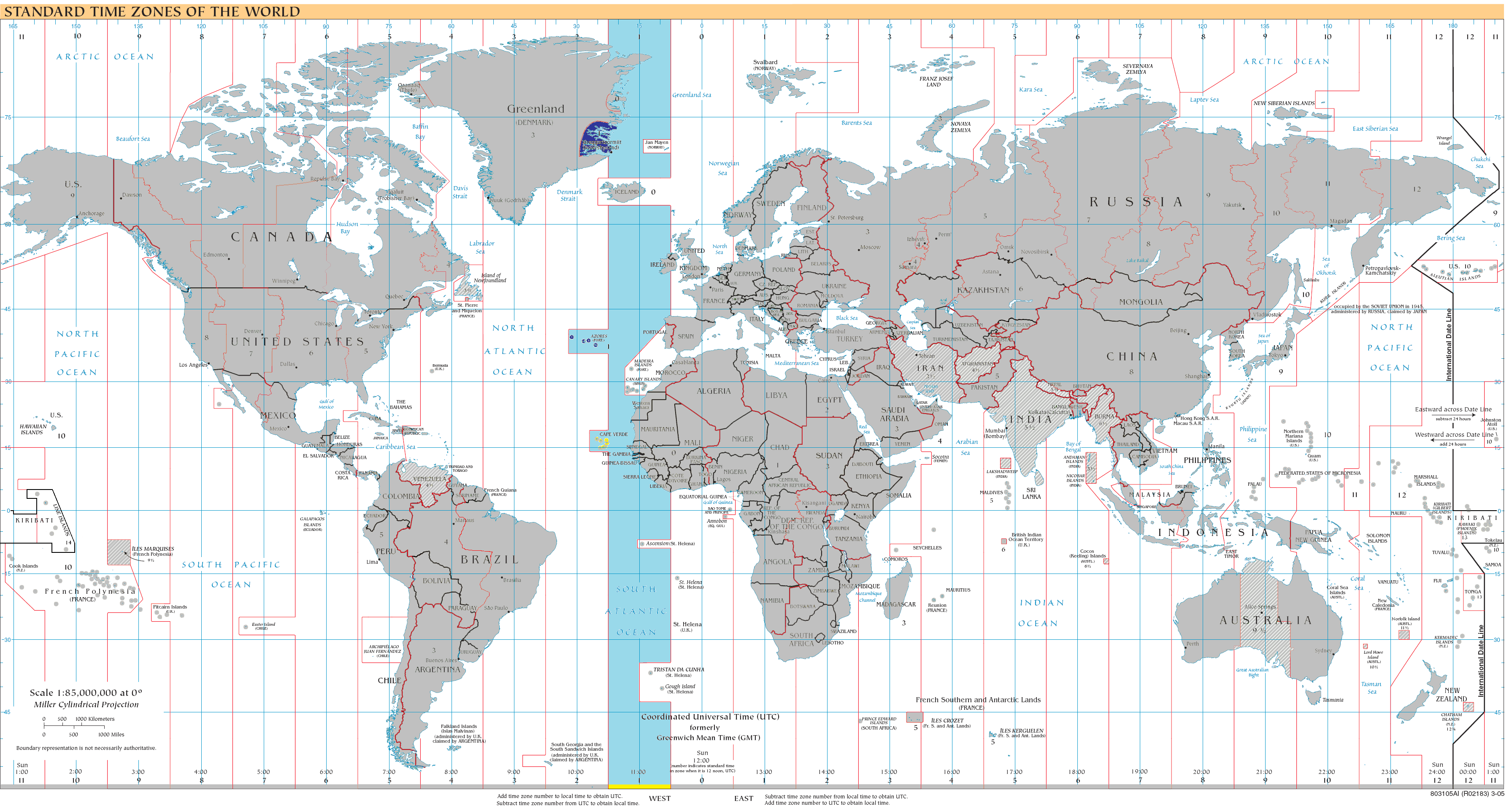
UTC-1: 藍-12月前後に適用、濃黄-通年適用、水色-海域

UTC-1とは、協定世界時を1時間遅らせた標準時である。

## 該当地域

### 標準時（通年）
- カーボベルデ

### 標準時（北半球冬）
- ポルトガル
  -  アゾレス諸島

### 夏時間（北半球）
- グリーンランド
  - ヌークを含む大部分